# Bednohren (Pillkallen)
Bednohren (1938 bis 1945: Stahnsdorf (Ostpr.), litauisch Bednoriai) ist ein verlassener Ort im Rajon Krasnosnamensk der russischen Oblast Kaliningrad.
Die Ortsstelle befindet sich drei Kilometer südwestlich von Wesnowo (Kussen).
Mit Bednohren wurde auch ein Ort im Landkreis Insterburg bezeichnet, der 1929 an Saugwethen angeschlossen wurde.

## Geschichte

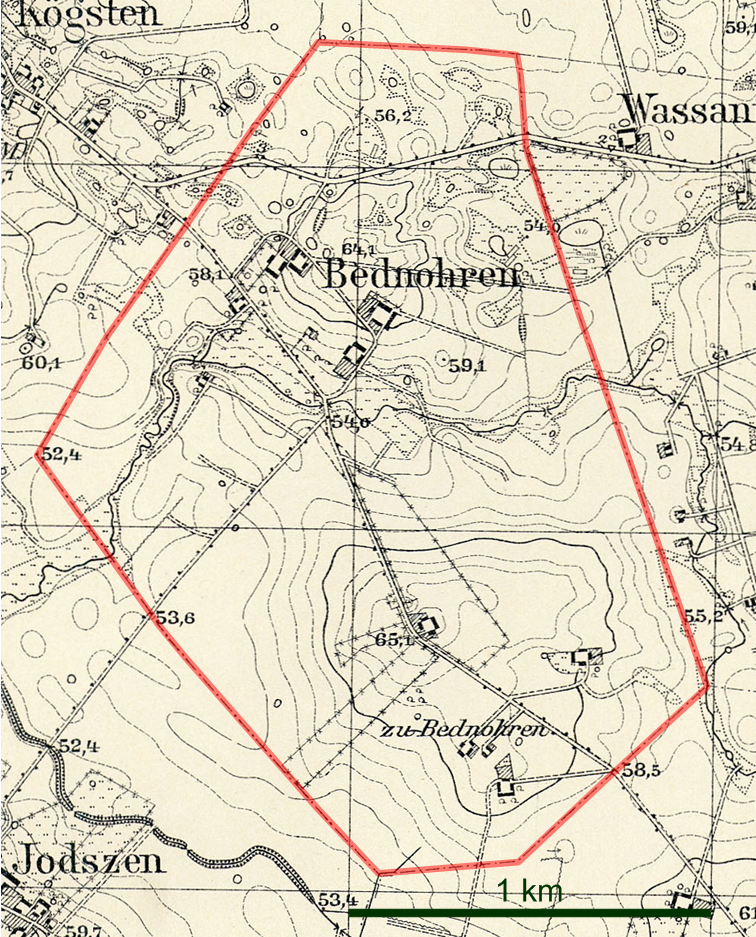
Die Gemeinde Bednohren auf einem Messtischblatt von 1936

Der Ort wurde 1558 zuerst erwähnt und zunächst mit Bednarkeim, Bednorkeimen, Betnarkemen, Bednorkem und Bednarkemen bezeichnet. Um 1780 war Bednohren ein königliches Bauerndorf. 1874 wurde die Landgemeinde Bednohren in den neu gebildeten Amtsbezirk Spullen im Kreis Pillkallen eingegliedert. 1938 wurde Bednohren in Stahnsdorf (Ostpr.) umbenannt. 
1945 kam der Ort in Folge des Zweiten Weltkrieges mit dem nördlichen Ostpreußen zur Sowjetunion. Einen russischen Namen erhielt er nicht mehr. Reste des Ortes (zwei Gebäude) gehörten laut Karten aus den 1970er und 1980er Jahren noch mit zu Nowinki (Kögsten/Michelfelde).

### Einwohnerentwicklung
| Jahr | Einwohner |
| ---- | --------- |
| 1867 | 99        |
| 1871 | 96        |
| 1885 | 76        |
| 1905 | 108       |
| 1910 | 101       |
| 1933 | 90        |
| 1939 | 102       |

## Kirche
Bednohren/Stahnsdorf gehörte zum evangelischen Kirchspiel Kussen.